# Sufetula chagosalis
Sufetula chagosalis là một loài bướm đêm thuộc họ Crambidae. Nó là loài đặc hữu của quần đảo Chagos.